# Musée national d'art contemporain (Corée du Sud)
Pour les articles homonymes, voir Musée national d'art contemporain.

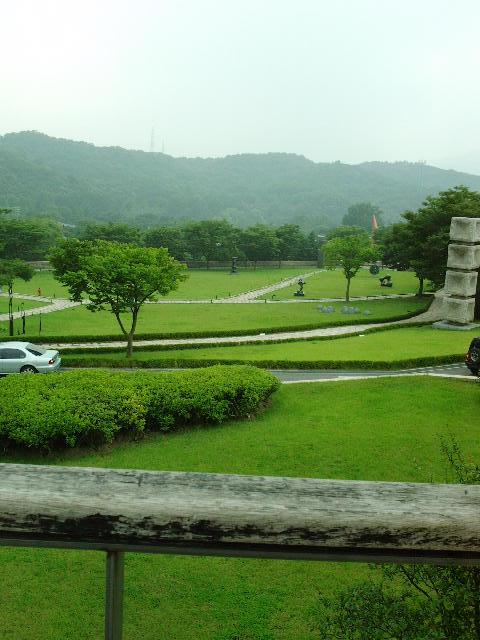
Les jardins du musée

Le musée national d'art contemporain (국립현대미술관 ; National Museum of Contemporary Art, Korea) est un musée situé à Gwacheon, près de Séoul en Corée du Sud. L'espace d'exposition s'étend sur 14 144 m2 et il dispose d'un parc extérieur pour les sculptures de 33 000 m2.
Le musée possède également des antennes à Deoksugung, Cheongju et depuis 2013 une large collection à Séoul.

## Collections
Au départ, la collection était centrée sur l'art moderne coréen de la première moitié du XXe siècle. Elle incluait déjà des œuvres de Ko Hui-dong (1886-1965), Ku Bon-ung (1906-1953), Park Soo-keun (1916-1964) et Kim Whanki (1913-1970). À partir du milieu des années 1970, le musée a ensuite développé sa collection par de l'art figuratif puis par de l'art abstrait avant d'acquérir des œuvres d'artistes internationaux tels que Georg Baselitz, Joseph Beuys, César Baldaccini, Niki de Saint Phalle, Pierre Soulages et Andy Warhol.
Depuis l'ouverture du nouveau bâtiment en 1986, une œuvre de Nam June Paik composée de 1 003 téléviseurs et intitulée The More the Better sert de symbole au musée.

## Histoire et architecture
Ce musée a été fondé en 1969 et a ouvert ses portes dans une petite salle d'exposition du palais de Gyeongbok à Séoul. De 1973 à 1986, il se trouvait à Deoksugung, un autre palais royal. Ce n'est qu'en 1986 qu'il se retrouve à son emplacement actuel, dans une position très excentrée par rapport au reste de la ville. Ce nouveau bâtiment a été planifié par l'architecte Kim Tai-soo et son concept reprend la structure des forteresses coréennes traditionnelles.
Une première annexe a été ouverte en 1998, de nouveau à Deoksugung, dans le Seokjojeon, le premier bâtiment d'architecture moderne de Corée. Elle est plus particulièrement consacrée à l'art moderne. Depuis 2011, une seconde annexe est en construction sur le site de l'ancien hôpital militaire à Gimusa dans le centre de Séoul et devrait ouvrir en 2013.
Avec 3 536 677 visiteurs en 2014, il faisait partie des 50 musées d'art les plus visités au monde  (voir Liste des musées d'art les plus visités au monde).